# Jan Lukáš Kracker

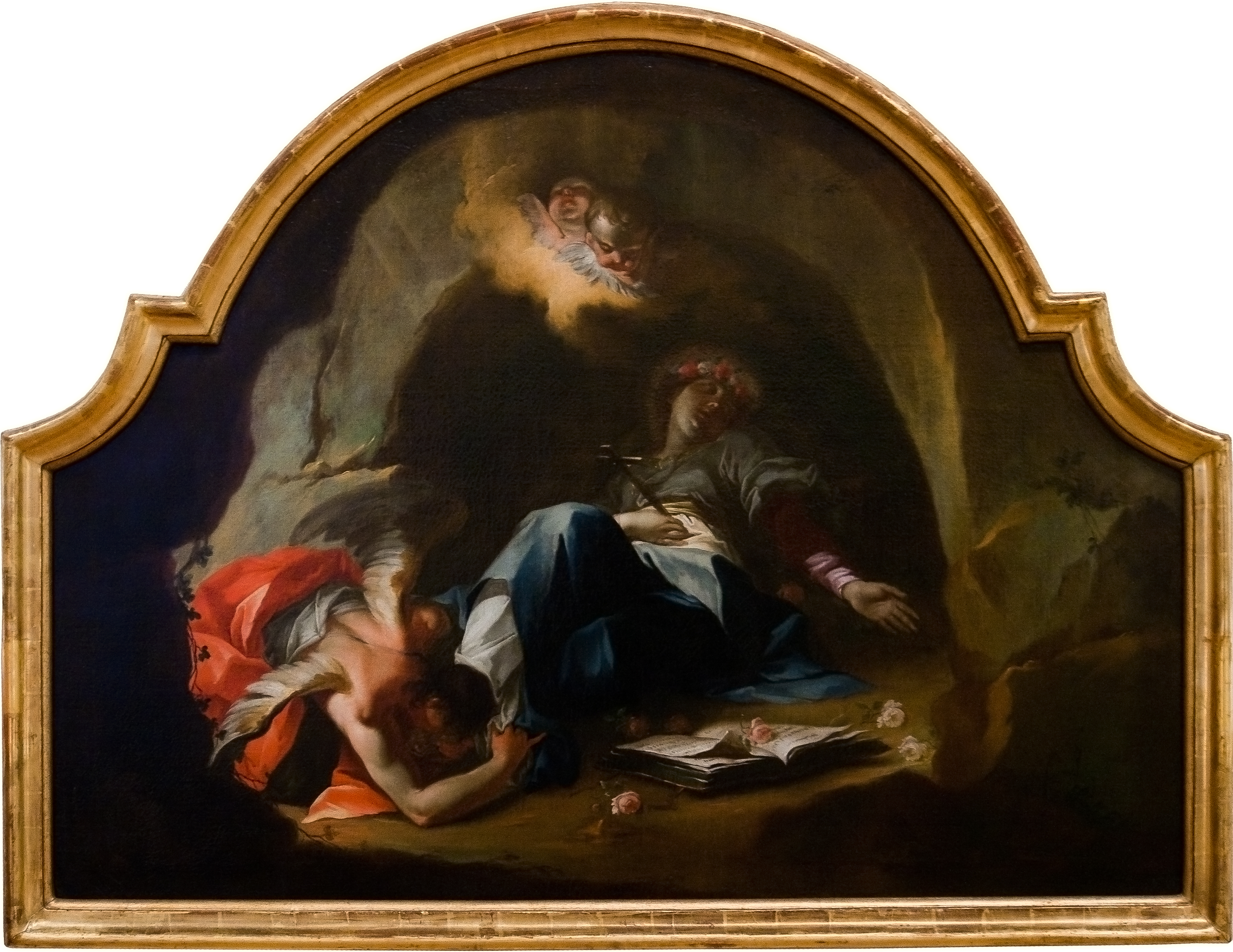
Smrt svaté Rozálie

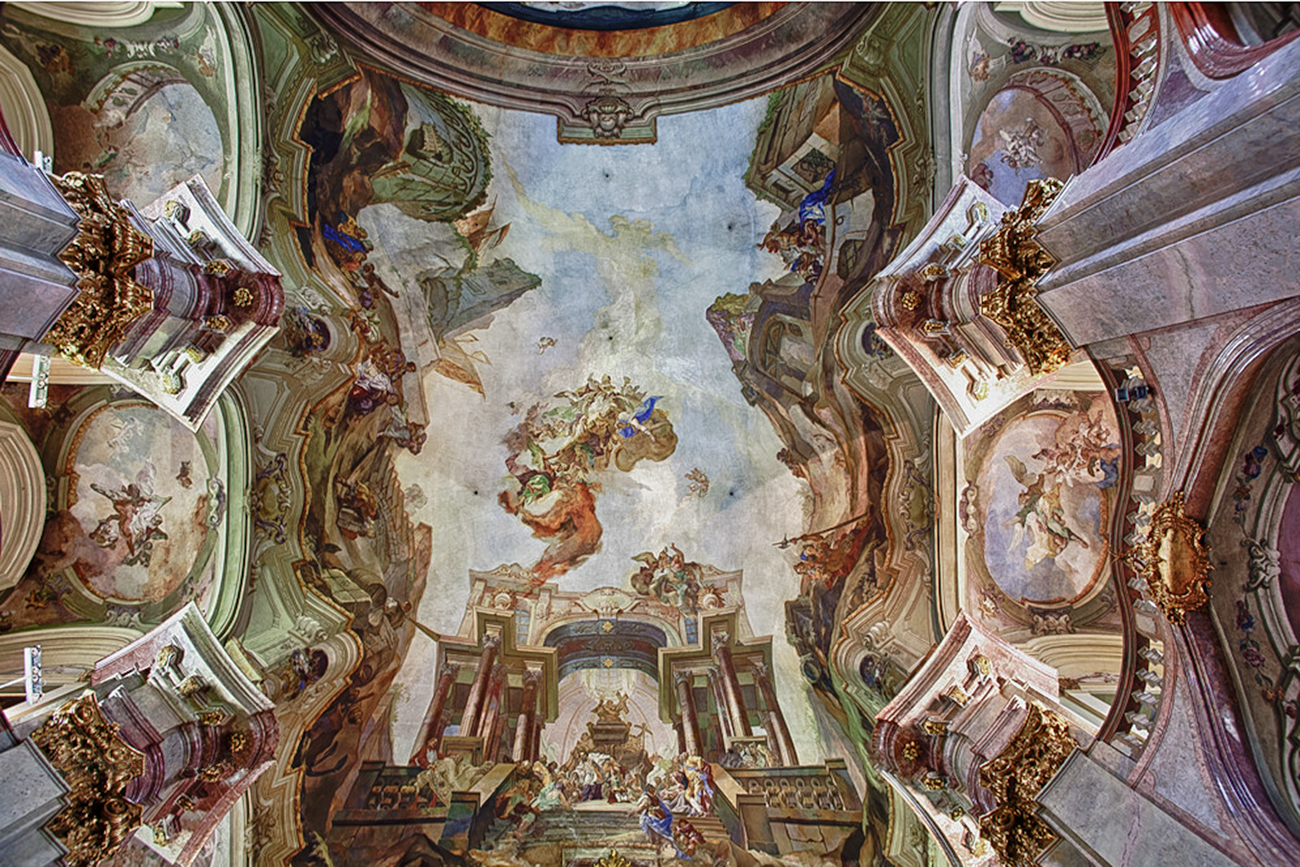
Nástropní malba Apoteóza sv. Mikuláše v kostele sv. Mikuláše v Praze na Malé Straně

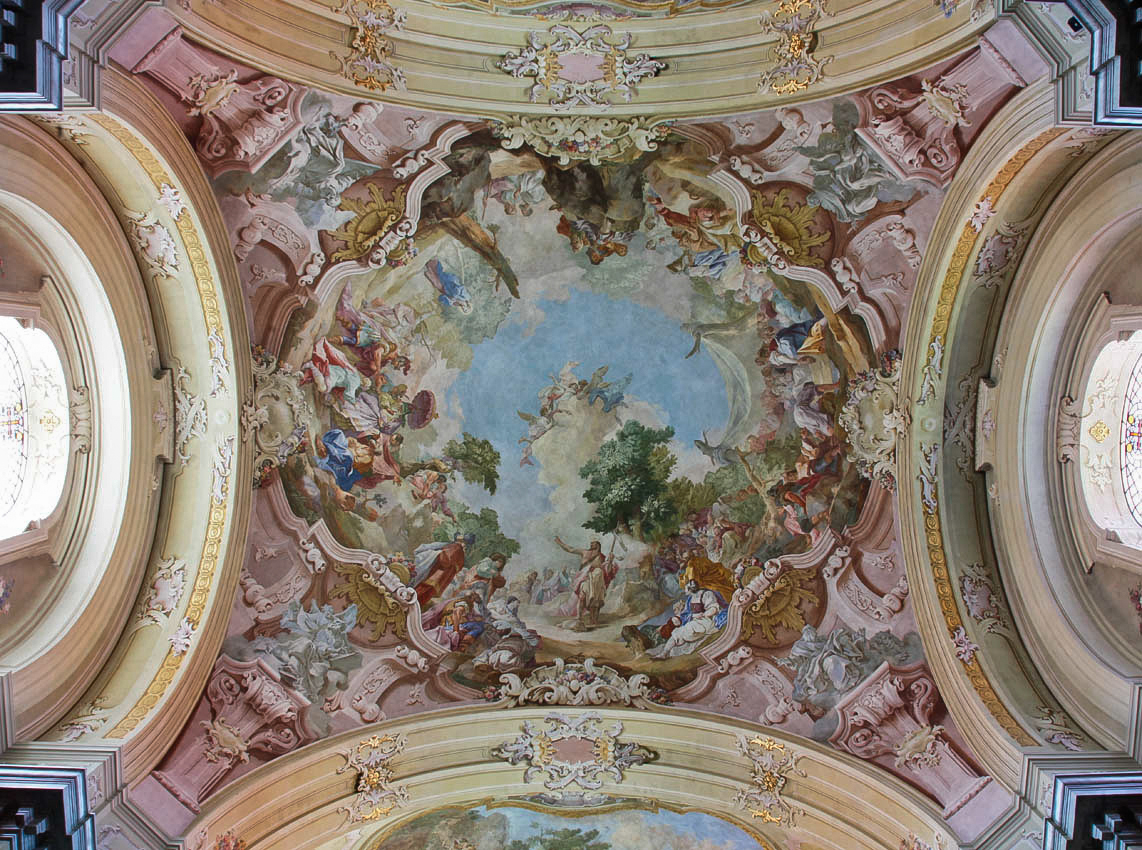
Kázání Jana Křtitele (část nástropní fresky v kostele sv. Jana Křtitele v Jasově)

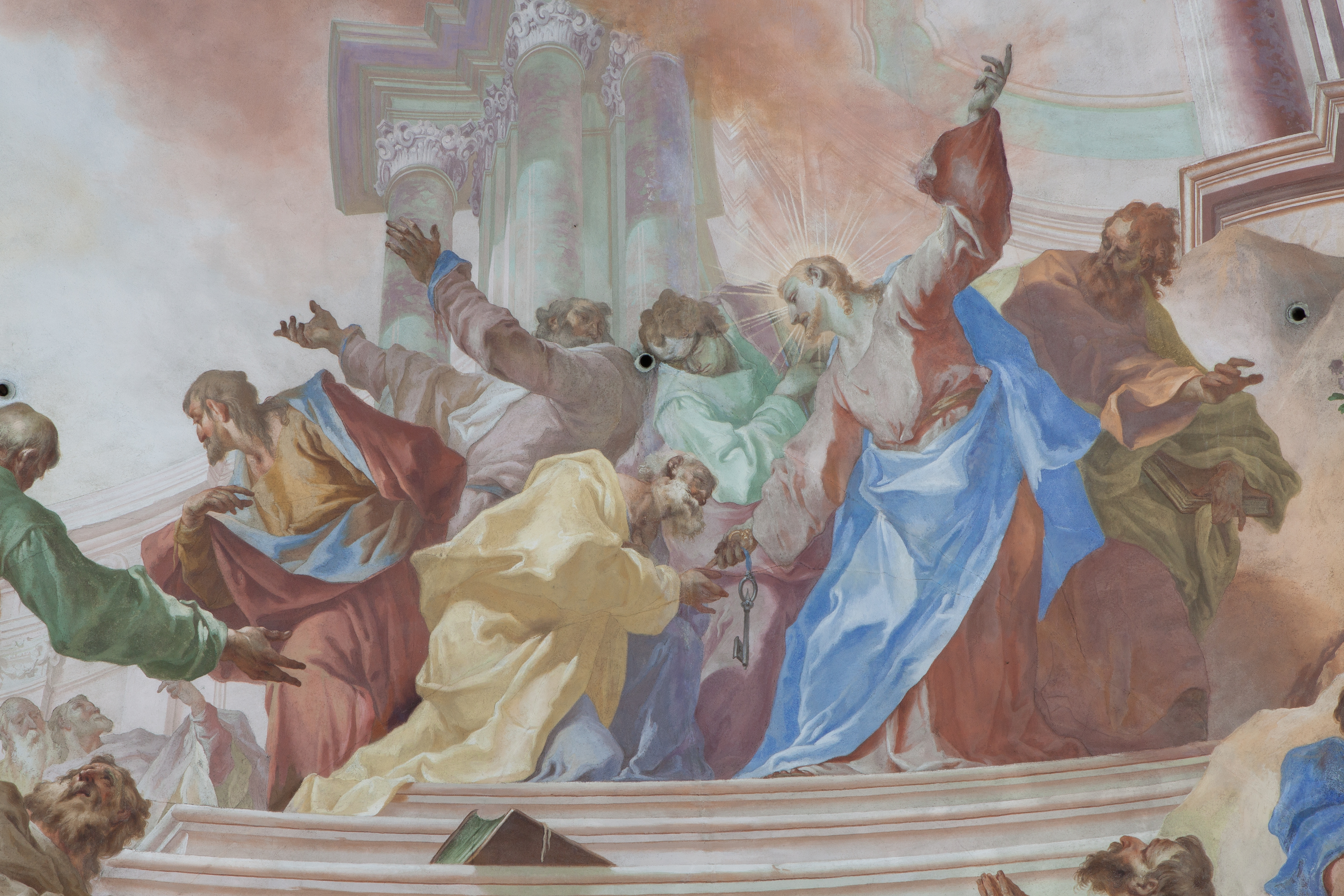
Předání klíčů sv. Petrovi (detail nástropní fresky v kostele sv. Petra a Pavla v Nové Říši)

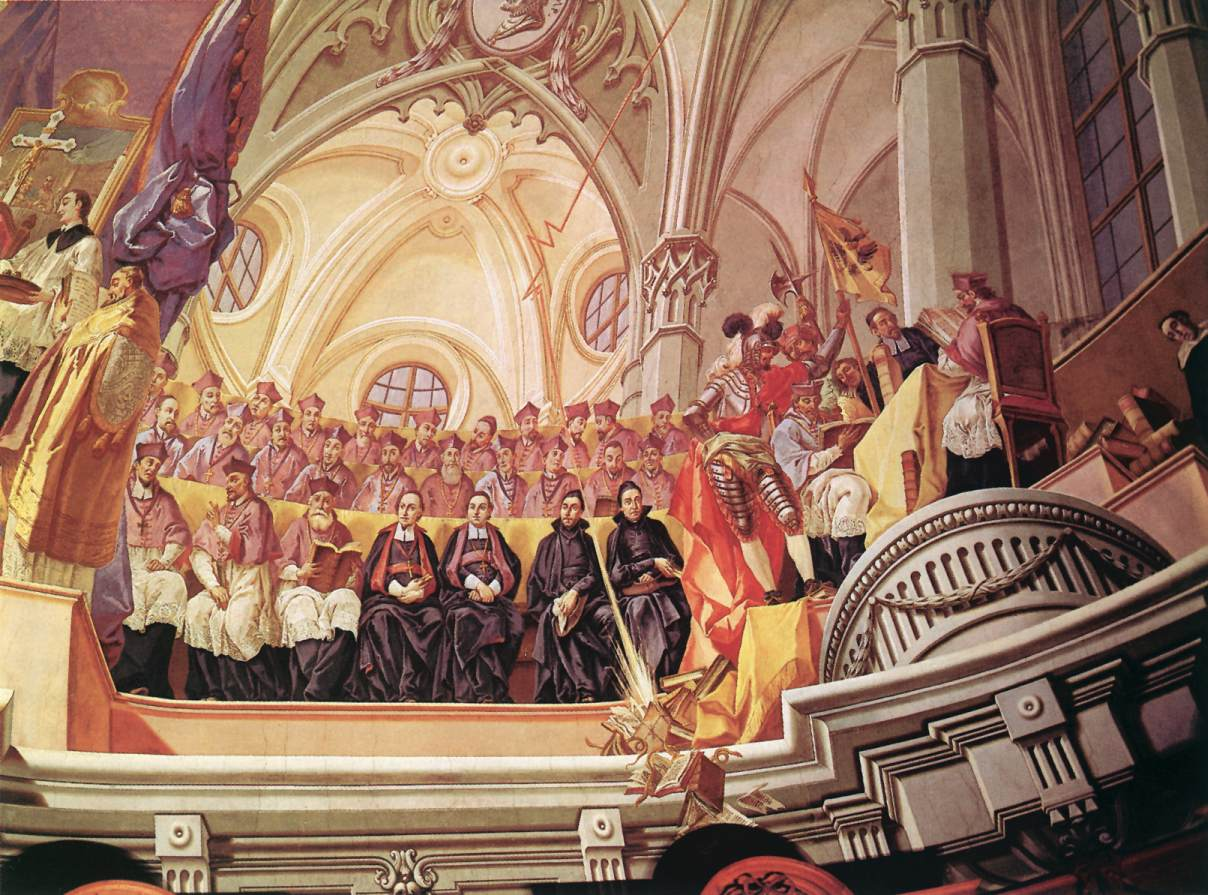
Tridentský koncil (detail nástropní fresky v knihovně jagerského lycea)

Jan Lukáš Kracker (3. března 1719 Vídeň – 1. prosinec 1779 Eger) byl rakouský malíř fresek, závěsných a oltářních obrazů.

## Život
V letech 1733–1742 studoval vídeňské Akademii u Paula Trogera a Michelangela Unterbergera.
Reflektoval však i neapolskou malbu a posléze jihoněmecké pozdně barokní malířství.
Zprvu pracoval v dílně brněnského malíře Josefa Tadeáše Rottera (oltářní obrazy piaristů ve Strážnici 1747, Litomyšli 1748, hlavní oltář Bystré u Poličky, 1749). Později se osamostatnil a usadil ve Znojmě a pro město a okolí namaloval řadu obrazů.
V šedesátých letech 18. století získal velké zakázky v Praze a v jezuitském kostele sv. Mikuláše na Malé Straně vytvořil své hlavní dílo – fresku v klenbě lodi a dva oltářní obrazy.
V letech 1766–1767 pracoval v klášteře v Nové Říši (freska, oltářní obrazy v kostele, podobizny zakladatelů) a později dodal obrazy pro další kostely opatství. Pozdní dílo patří Uhrám, kde vstoupil do služeb jagerského biskupa Karla Esterházyho a kde se definitivně usadil.
Jeho žáky byli Josef Zirckler (1750–1797) a Josef Zach, který se oženil s Krackerovou dcerou Teresií.

## Galerie

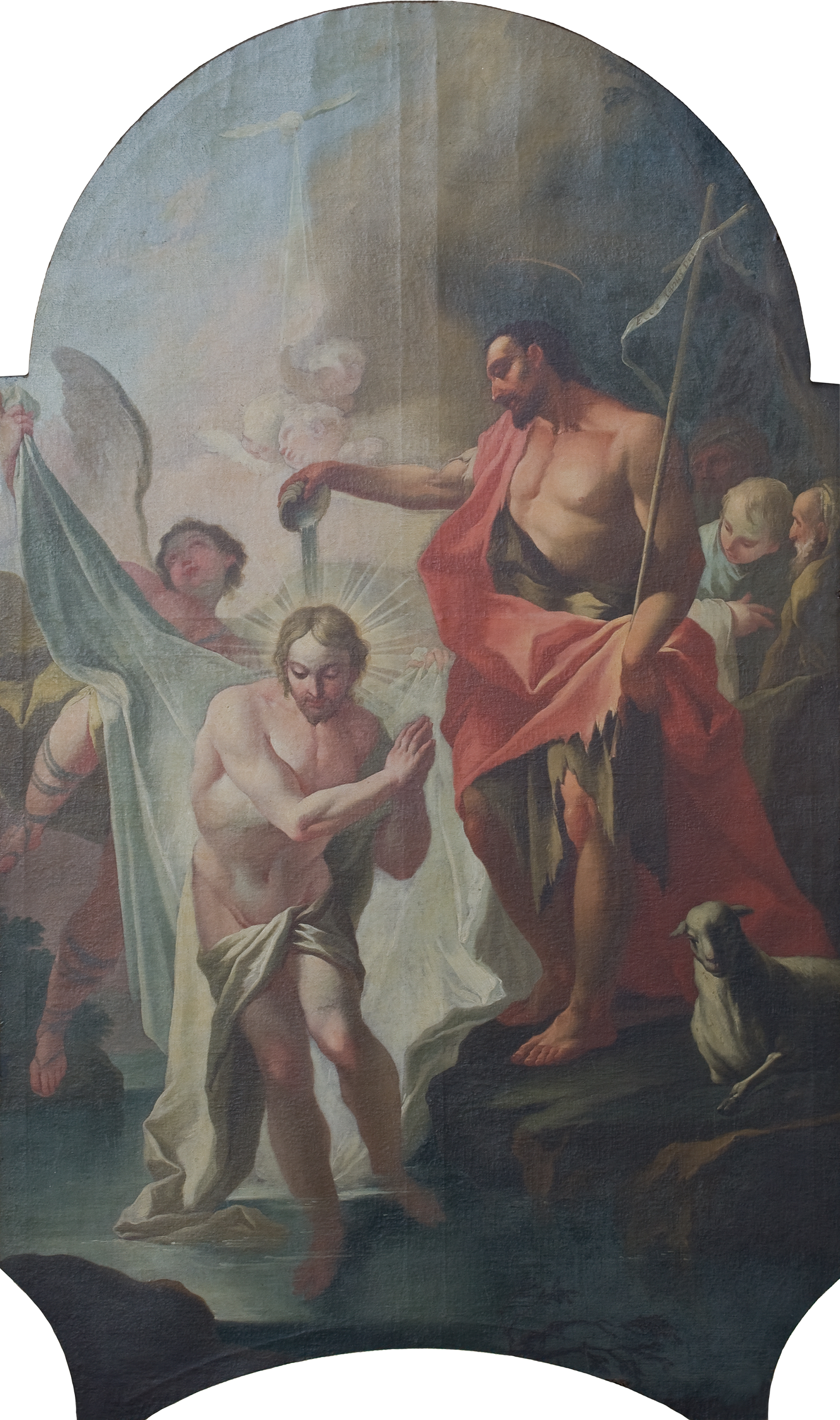
Křest Kristův
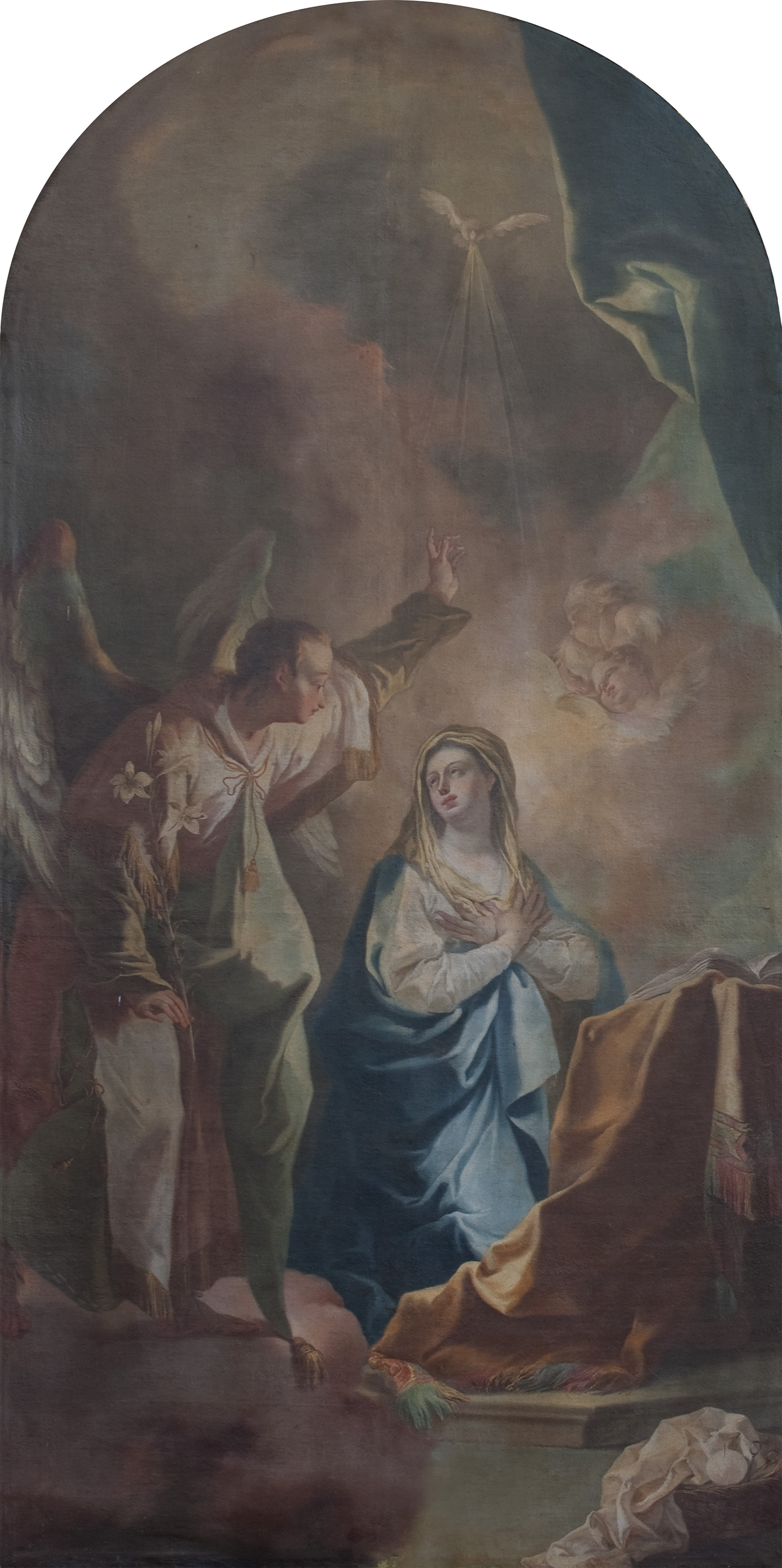
Zvěstování Panně Marii
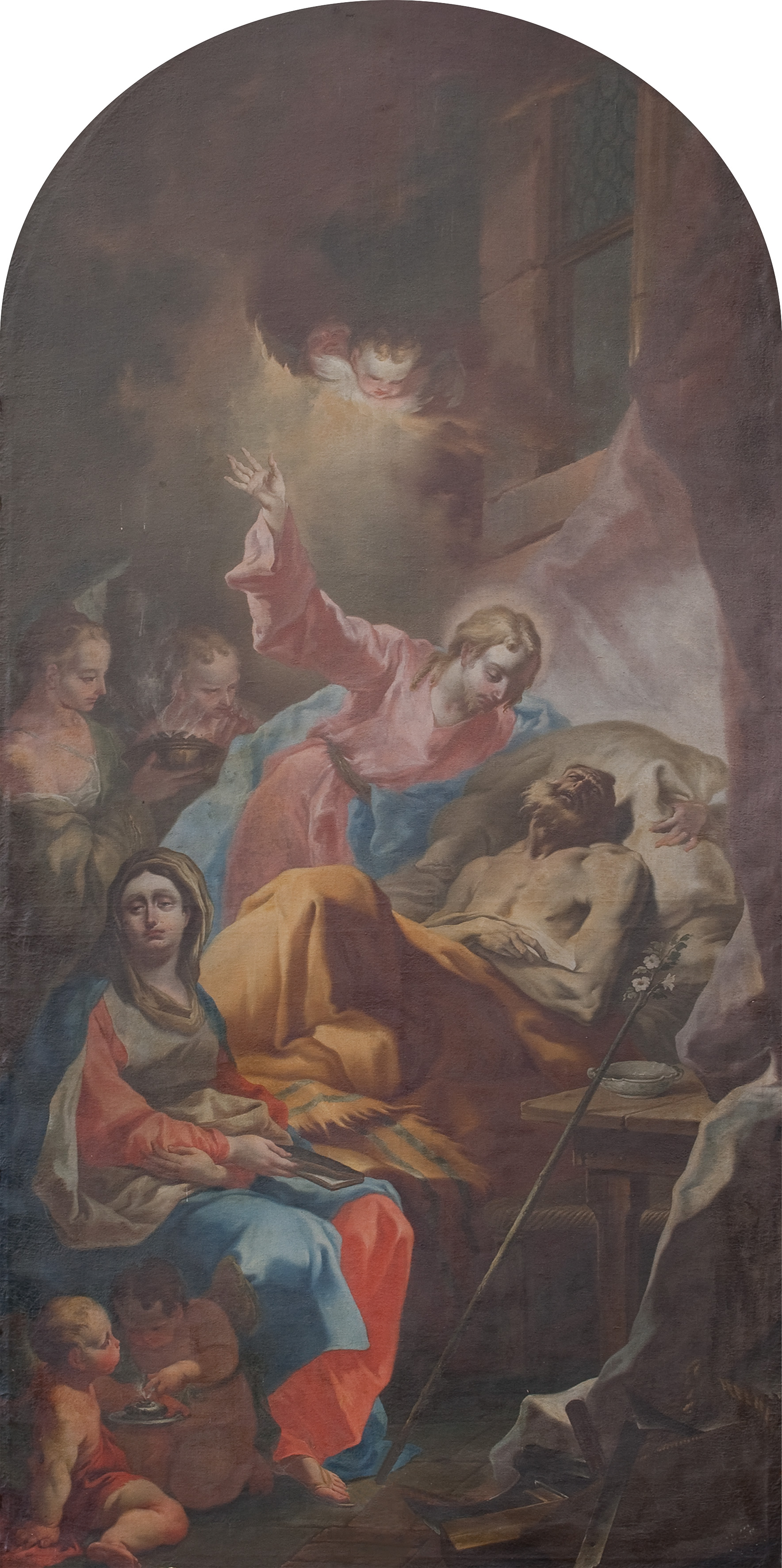
Smrt svatého Josefa
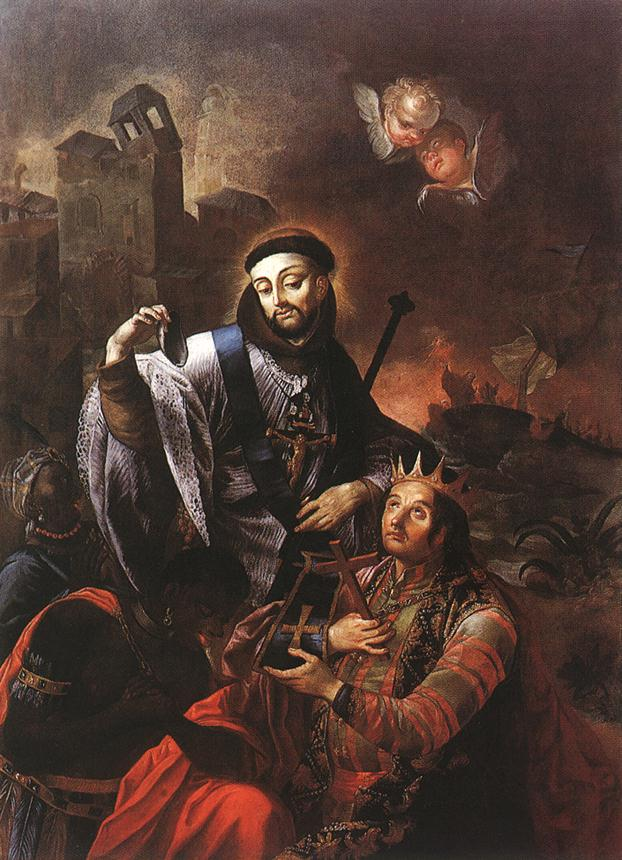
Svatý František Solano křtí indiána
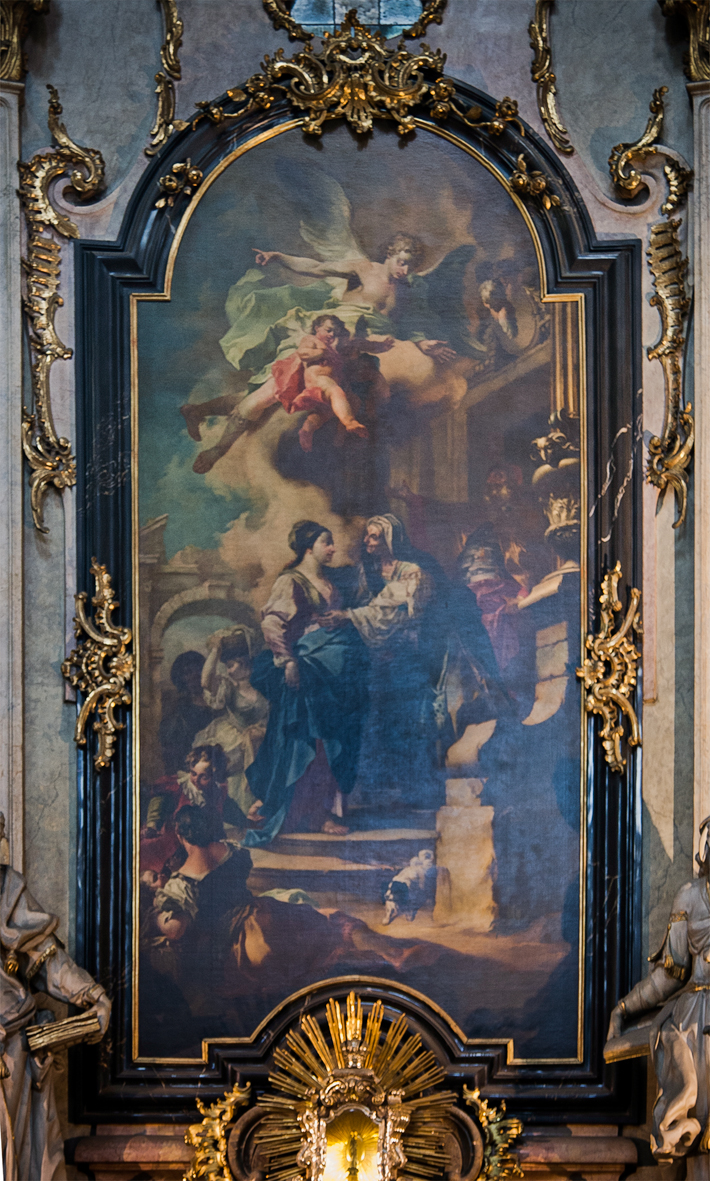
Navštívení Panny Marie
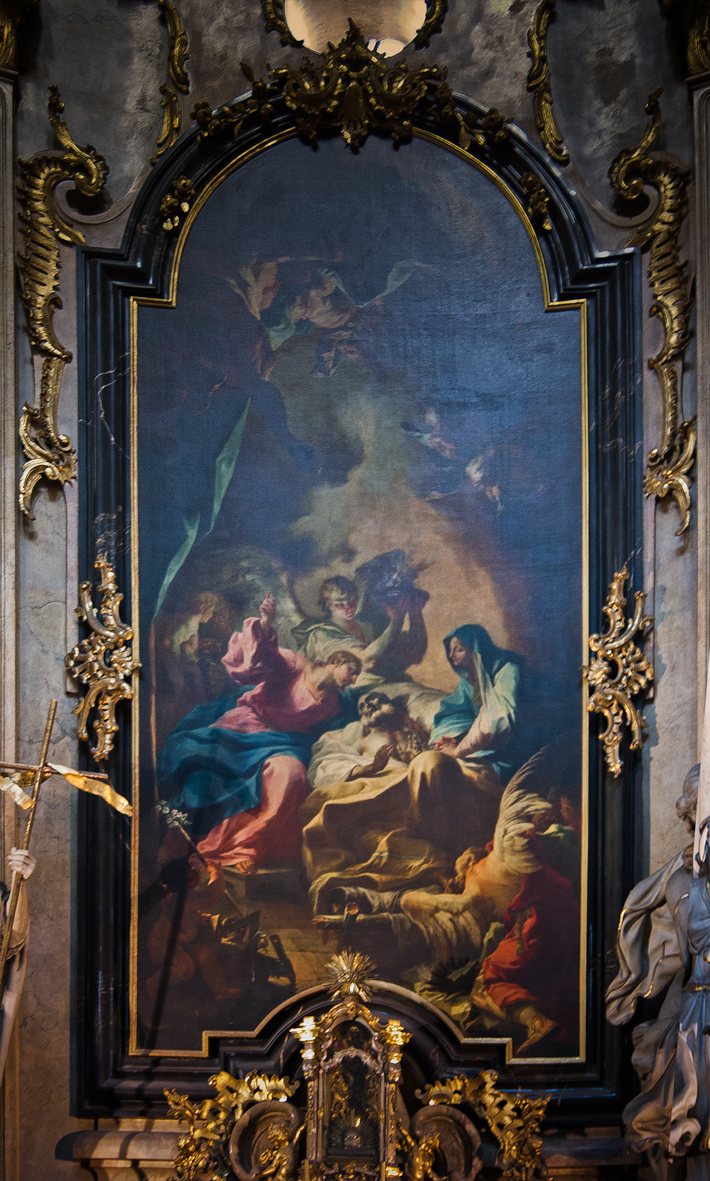
Smrt svatého Josefa
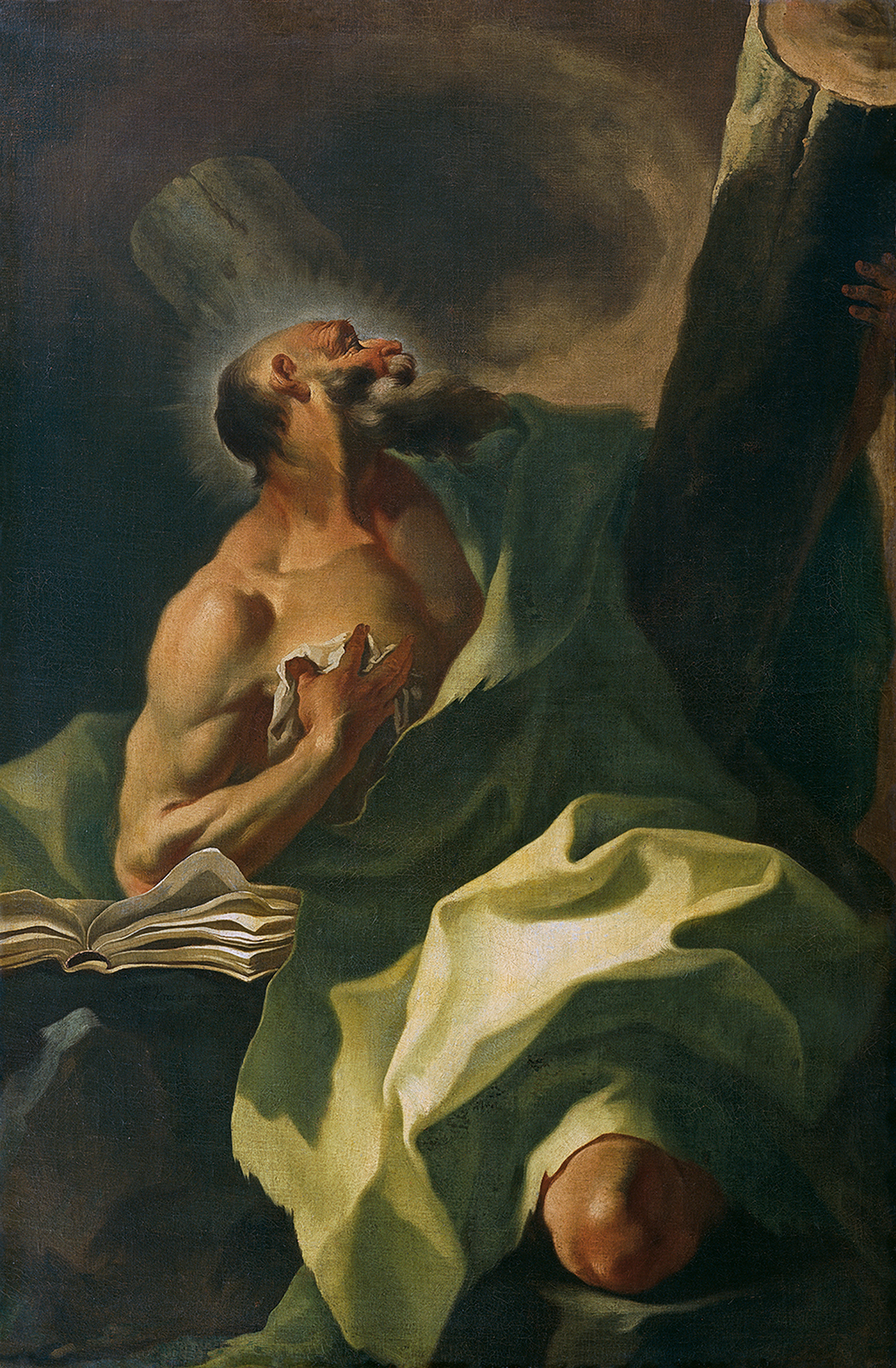
Svatý Ondřej (1754)
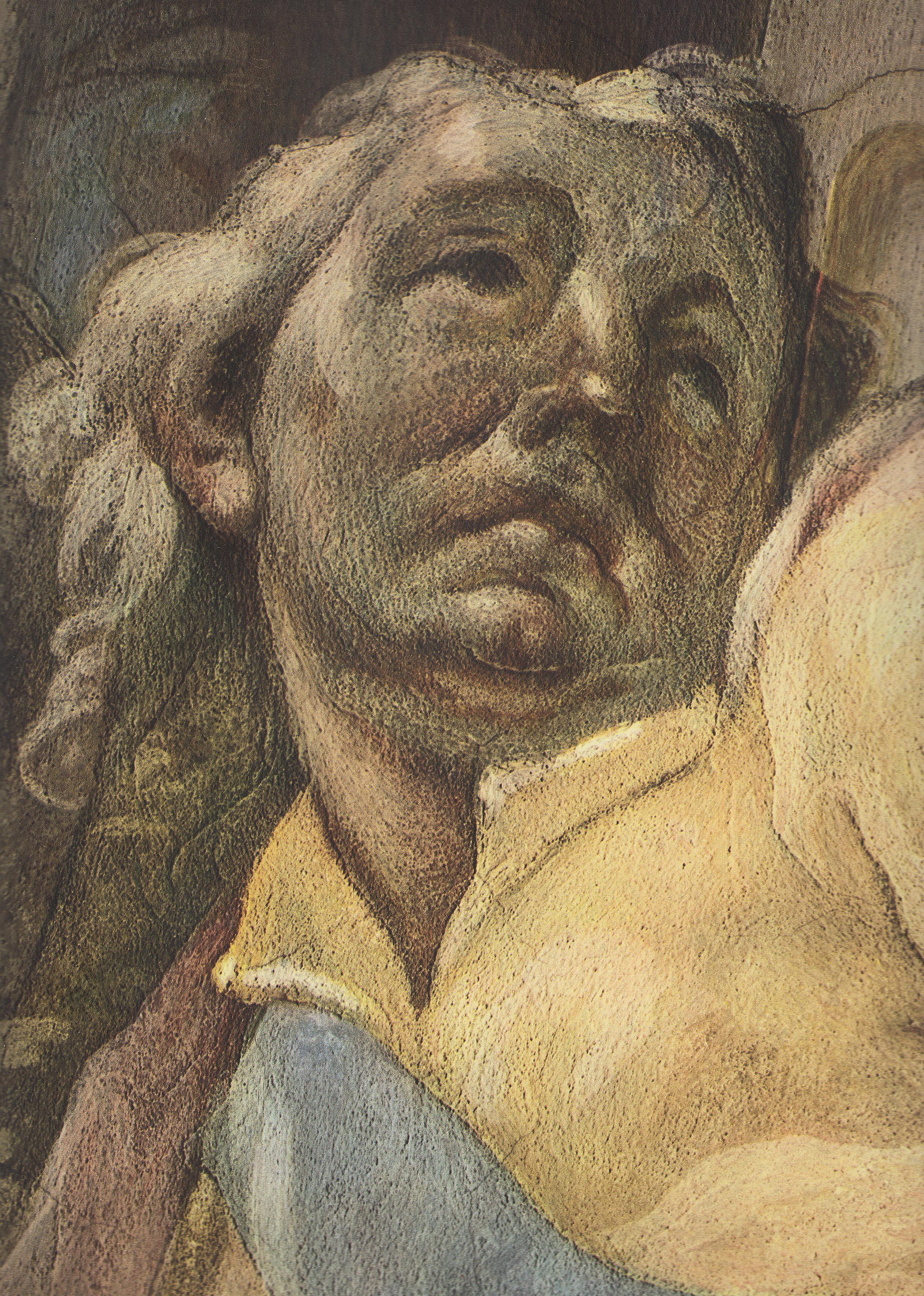
Autoportrét (detail freskové výmalby kostela sv. Mikuláše v Praze na Malé Straně)
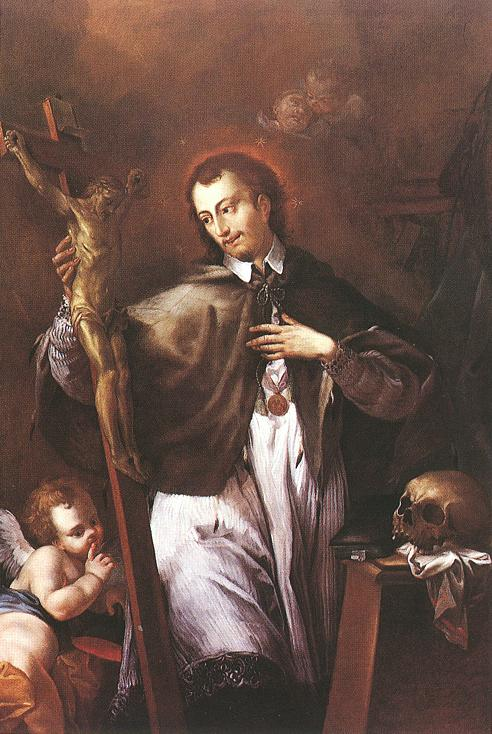
Svatý Jan Nepomucký
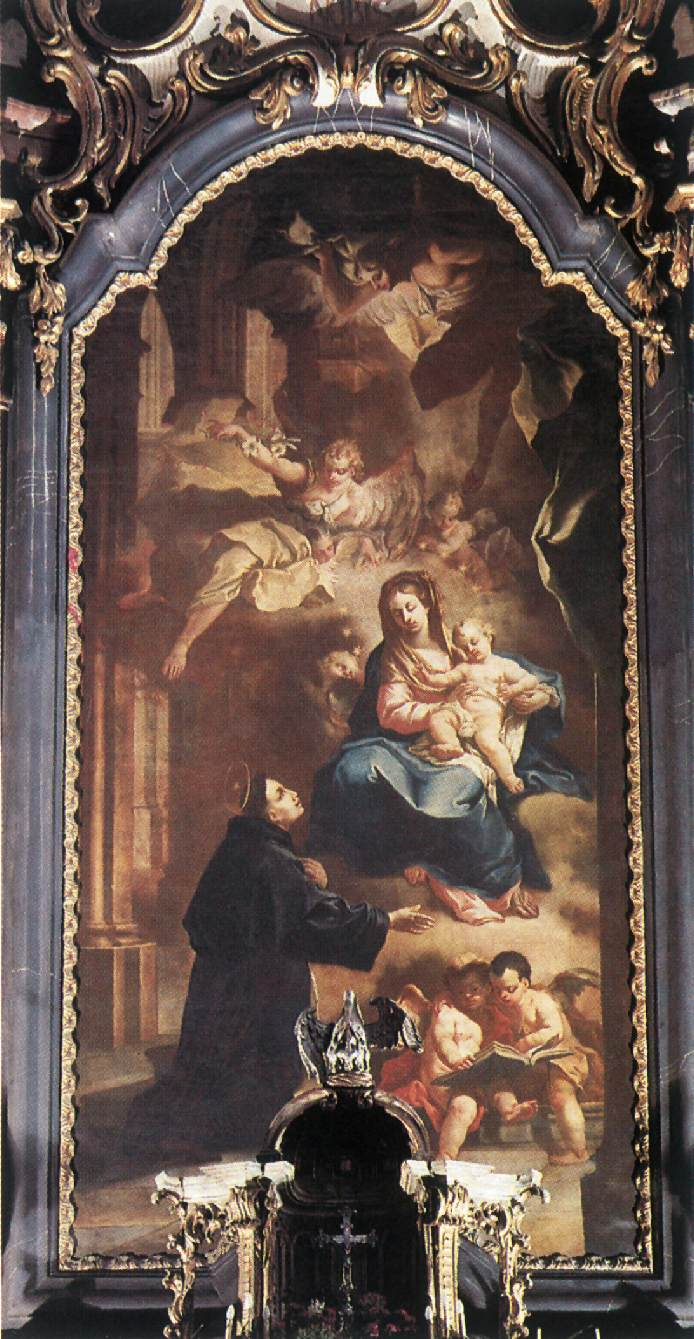
Zjevení Panny Marie svatému Antonínu
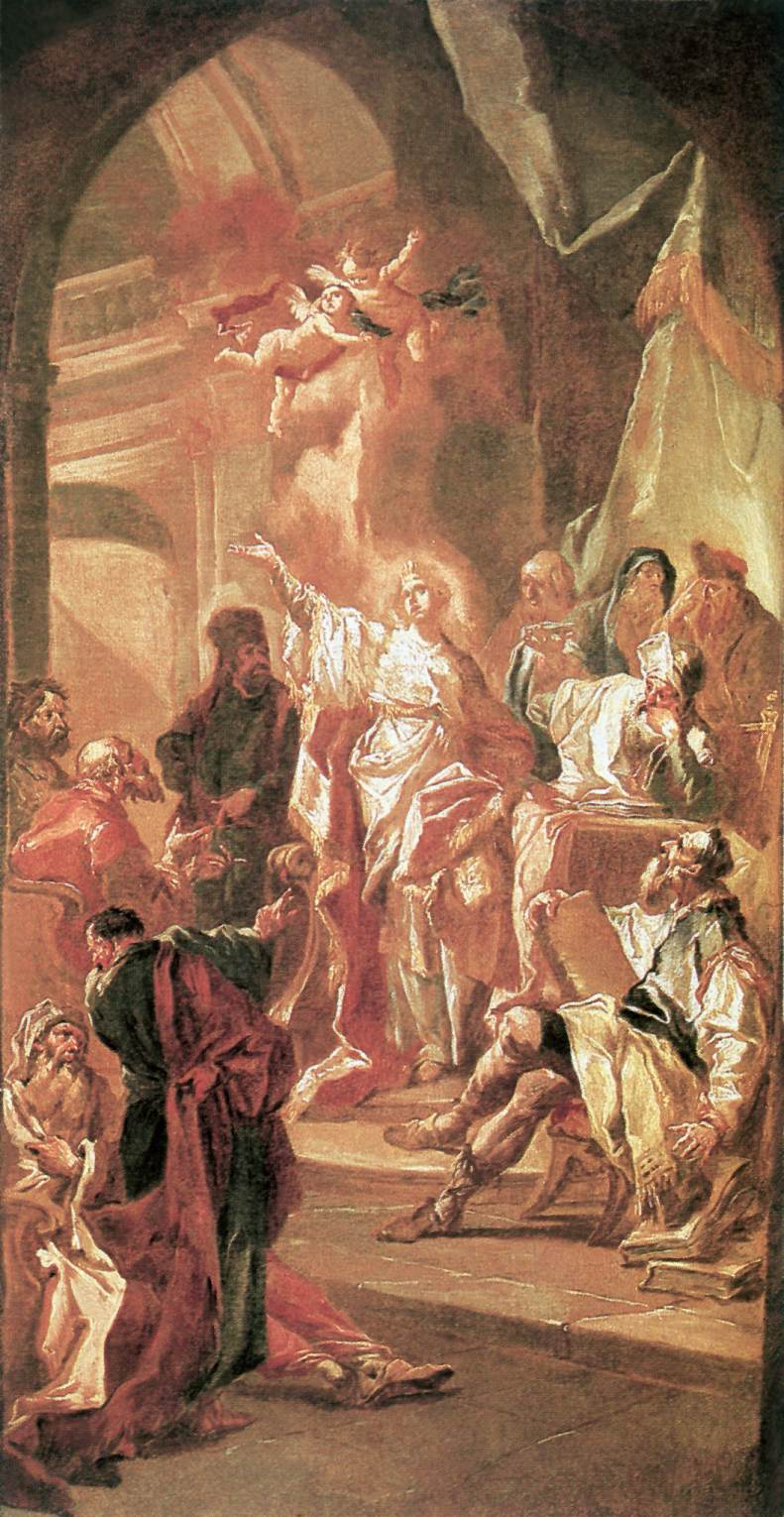
Rozprava mezi svatou Kateřinou Alexandrijskou a filozofy
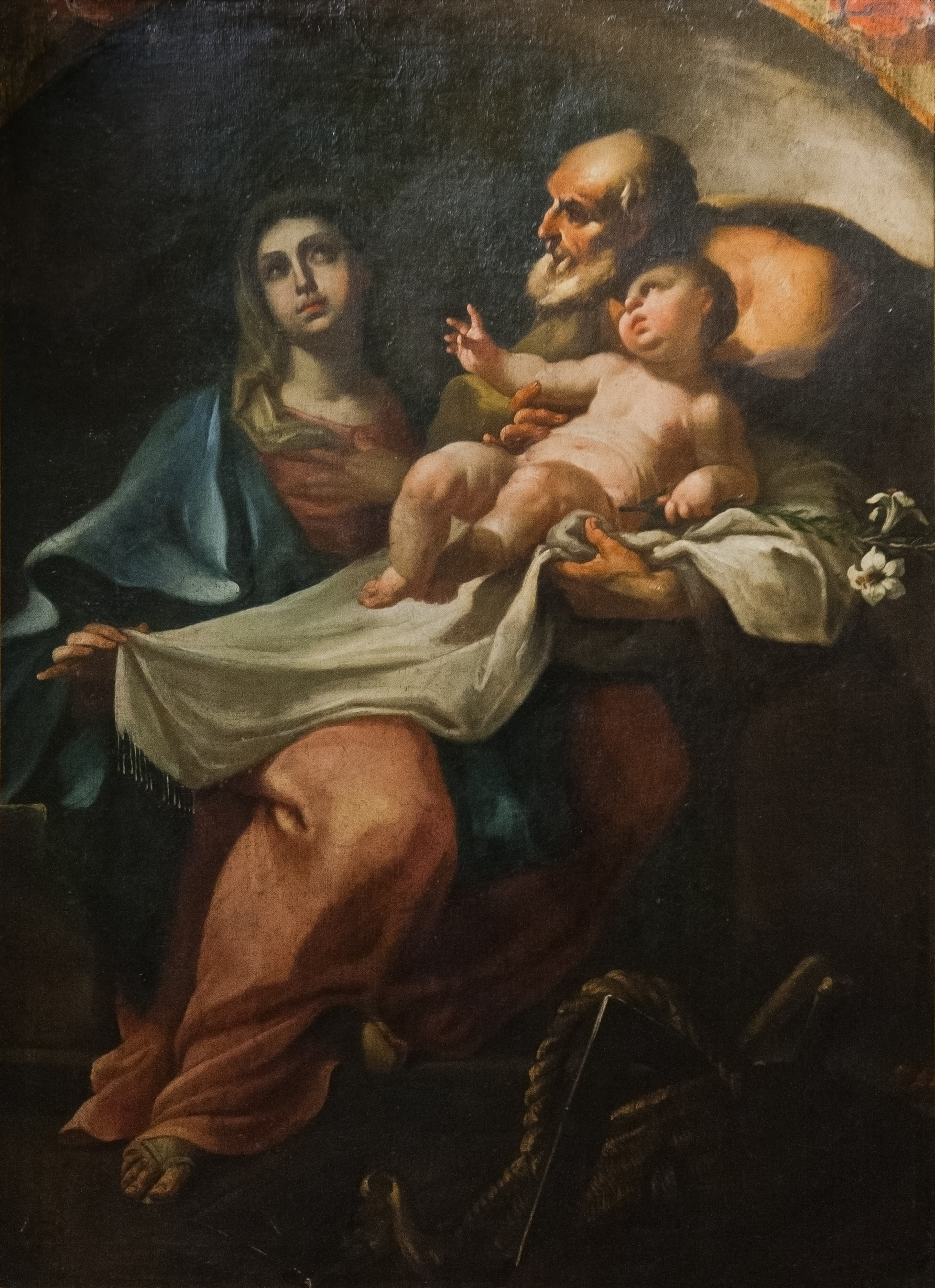
Svatá rodina